# امگا شکارچی
امگا شکارچی (انگلیسی: Omega Orionis) (ω Ori) یک ستاره در صورت فلکی شکارچی است. قدر ظاهری آن ۴.۵۷ است و تقریباً ۱۴۰۰ سال نوری از سامانه خورشیدی فاصله دارد. این ستاره توسط ابری از غبار احاطه شده است که یک سحابی بازتابی متوسط را در عرض یک سال نوری تشکیل می‌دهد.